# Gmina Sežana
Sežana (niem. Zizan, wł.: Sesana) – gmina w Słowenii, w regionie Kras. W 2010 roku liczyła 12 888 mieszkańców.

## Miejscowości
Miejscowości wchodzące w skład gminy Sežana:

- Avber
- Bogo
- Brestovica pri Povirju
- Brje pri Koprivi
- Dane pri Sežani
- Dobravlje
- Dol pri Vogljah
- Dolenje
- Dutovlje
- Filipčje Brdo
- Godnje
- Gorenje pri Divači
- Gradišče pri Štjaku
- Gradnje
- Grahovo Brdo
- Griže
- Hribi
- Jakovce
- Kazlje
- Kopriva
- Kosovelje
- Krajna vas
- Kregolišče
- Kreplje
- Križ
- Krtinovica
- Lipica
- Lokev
- Mahniči
- Majcni
- Merče
- Nova vas
- Orlek
- Plešivica
- Pliskovica
- Podbreže
- Poljane pri Štjaku
- Ponikve
- Povir
- Prelože pri Lokvi
- Pristava
- Raša
- Ravnje
- Razguri
- Sela
- Selo
- Senadolice
- Sežana – siedziba gminy
- Skopo
- Stomaž
- Šepulje
- Šmarje pri Sežani
- Štjak
- Štorje
- Tabor
- Tomaj
- Tublje pri Komnu
- Utovlje
- Veliki Dol
- Veliko Polje
- Voglje
- Vrabče
- Vrhovlje
- Žirje